# Rhyncharrhena linearis
Rhyncharrhena linearis är en oleanderväxtart som först beskrevs av Joseph Decaisne, och fick sitt nu gällande namn av Karen Louise Wilson. Rhyncharrhena linearis ingår i släktet Rhyncharrhena och familjen oleanderväxter. Inga underarter finns listade i Catalogue of Life.